# 日本玉螺
日本玉螺（学名：Polinices vestitus），是异足目玉螺科无脐玉螺属的一种。主要分布于中国大陆、台湾，常栖息在浅海沙底。